# Cmentarz żydowski w Kleszczelach
Cmentarz żydowski w Kleszczelach – nekropolia żydowska Kleszczelach założona w XIX wieku. 
Cmentarz ma powierzchnię 0,27 ha. Do naszych czasów zachowało się około 250 nagrobków.